# Mastard Records
マスタードレコード（Mastard Records）は、ローソンエンタテインメントのレコードレーベル。

## 概要
株式会社ローソンエンターメディアとHMVジャパン株式会社が統合し、誕生した株式会社ローソンHMVエンタテイメント（現：株式会社ローソンエンタテインメント）より2012年4月に発足した。 
「Mastard」は造語で、HMVのキャッチコピー「the Music & Movie Master」の「Master」を念頭に、「マスタード（mustard）」のように刺激があって、「star（スター）」を創出するレーベルでありたい、という意味。
有名アーティストの作品を多く発売しており、一方でアトラス社のゲーム音楽のサウンドトラックや映像商品も積極的にリリースを行なっている。

## 発売アーティスト
| アーティスト名                        | 読み                                         | 発売年         | 備考                                                                                             |
| ------------------------------------- | -------------------------------------------- | -------------- | ------------------------------------------------------------------------------------------------ |
| f.e.n                                 | フェン                                       | 2012年〜2014年 |                                                                                                  |
| navy&ivory                            | ネイビーアンドアイボリー                     | 2012年         | 2013年無期限活動休止                                                                             |
| チャラン・ポ・ランタン                | チャランポランタン                           | 2012年〜2014年 | 2014年7月avex traxよりメジャー・デビュー                                                         |
| 真鍋吉明                              | まなべよしあき                               | 2012年         | the pillowsのギター担当                                                                          |
| THEATRE BROOK                         | シアターブルック                             | 2012年〜2015年 | エピックレコードジャパン→フォーライフミュージックエンタテイメント→キングレコード→Mastard Records |
| 子供ばんど                            | こどもばんど                                 | 2013年〜2015年 | →ベルウッド・レコード                                                                            |
| Sinon                                 | シノン                                       | 2013年〜2014年 | →SHIBUYA TELEVISION(sib.tv)                                                                      |
| 及川光博                              | おいかわみつひろ                             | 2014年         | 喝采→Mastard Records→Colourful Records                                                           |
| 金木和也                              | かねきかずや                                 | 2014年〜2017年 |                                                                                                  |
| 野口五郎                              | のぐちごろう                                 | 2014年         | アルバム「Playin' It All -My Fingers Sing J-Female Melodies-」のみ                               |
| Machico                               | マチコ                                       | 2015年〜2016年 | NBCユニバーサル・エンターテイメントジャパン→Mastard Records→日本コロムビア                       |
| Rayflower                             | レイフラワー                                 | 2015年〜2018年 | →アイビーレコード                                                                                |
| 仲井戸"CHABO"麗市                     | なかいどれいち                               | 2015年〜現在   |                                                                                                  |
| 平田志穂子                            | ひらたしほこ                                 | 2015年〜2016年 |                                                                                                  |
| NOKKO                                 | ノッコ                                       | 2015年         | アルバム「NOKKO sings REBECCA tunes 2015」のみ                                                   |
| BOTTOM_EDGE                           | ボトムエッジ                                 | 2016年         |                                                                                                  |
| おとといフライデー (乙女フラペチーノ) | おとといフライデー おとめフラペチーノ        | 2016年         | 小島みなみ・紗倉まなによるユニット                                                               |
| 麗蘭                                  | れいらん                                     | 2016年         |                                                                                                  |
| ベボガ!（虹のコンキスタドール黄組）   | ベボガにじのコンキスタドールきぐみ           | 2016年〜2017年 | 2018年「ベボガ!」に改名、日本コロムビアよりメジャー・デビュー                                    |
| RAMMELLS                              | ラメルズ                                     | 2016年         | 2017年日本クラウンよりメジャー・デビュー                                                         |
| 月に吠える。                          | つきにほえる                                 | 2017年         | 俳優の大森南朋らのバンド                                                                         |
| 浅井健一&THE INTERCHANGE KILLS        | あさいけんいちアンドジインターチェンジキルズ | 2017年         | Sexy Stones Records→Mastard Records→アリオラジャパン                                             |
| MIO                                   | ミオ                                         | 2017年         |                                                                                                  |
| 台風クラブ                            | たいふうクラブ                               | 2017年         |                                                                                                  |
| ヒートウェイヴ                        | ヒートウェイヴ                               | 2017年         | →No Regrets                                                                                      |
| Sola Sound                            | ソラサウンド                                 | 2018年         |                                                                                                  |
| THREE1989                             | スリー                                       | 2018年         | →KEY CREW SOUNDS→rhythm zoneよりメジャー・デビュー                                               |
| のん                                  | のん                                         | 2018年         | DVDのみ。CDは「KAIWA(RE)CORD」より発売。                                                         |
| UlulU                                 | ウルル                                       | 2018年〜現在   |                                                                                                  |
| 安藤裕子                              | あんどうゆうこ                               | 2018年〜2019年 | cutting edge→Mastard Records→ポニーキャニオン                                                    |
| 小林幸子                              | こばやしさちこ                               | 2018年         | アルバム「PINSPOT 〜Sachiko's Night Club〜」のみ                                                 |
| TRICK TRIO                            | トリックトリオ                               | 2018年         |                                                                                                  |
| 惑星アブノーマル                      | わくせいアブノーマル                         | 2018年         |                                                                                                  |
| ROU                                   | ろう                                         | 2018年         | →Extend records                                                                                  |
| JOY-POPS                              | ジョイポップス                               | 2018年         |                                                                                                  |
| alcott                                | アルコット                                   | 2018年         | →CLOUD ROVER RECORDS                                                                             |
| Poor Vacation                         | プアバケーション                             | 2018年         |                                                                                                  |
| ARAM                                  | アラム                                       | 2018年         |                                                                                                  |
| 古内東子                              | ふるうちとうこ                               | 2018年〜2019年 | →ソニー・ミュージックダイレクト                                                                  |
| ラッキーオールドサン                  | ラッキーオールドサン                         | 2019年〜2021年 |                                                                                                  |
| 1983                                  | イチキュウハチサン                           | 2019年         |                                                                                                  |
| やましたりな                          | やましたりな                                 | 2019年         | →FRIENDSHIP.                                                                                     |
| 工藤将也                              | くどうまさや                                 | 2019年         | →NEWFOLK                                                                                         |
| Super VHS                             | スーパーブイエイチエス                       | 2019年         | →NEWFOLK                                                                                         |
| 家主                                  | やぬし                                       | 2019年         | →NEWFOLK                                                                                         |
| コスモス鉄道                          | コスモスてつどう                             | 2020年         |                                                                                                  |
| 田中ヤコブ                            | たなかヤコブ                                 | 2020年         | →NEWFOLK                                                                                         |
| 本日休演                              | ほんじつきゅうえん                           | 2020年〜2021年 |                                                                                                  |
| 西村中毒バンド                        | にしむらちゅうどくバンド                     | 2021年         |                                                                                                  |

### HMV・Loppi限定盤のみ発売
- 笹木勇一郎（旧芸名：笹木ヘンドリクス（2014年改名）） (2012年)
- あきこロイドちゃん (2012年)
- 大西洋平 (2012年)
- 佐藤竹善 (2012年)
- フィフス アヴェニュー サウス（小原礼&林立夫） (2012年)
- BLANKEY JET CITY (2013年)
- 緋月ちな
- Sissy (2015年)
- 北翔海莉 (2017年)
- 田澤孝介 (2018年)

## コンピレーションアルバム・サウンドトラック・その他
| 発売日         | タイトル                                                                                   | 規格品番                                |
| -------------- | ------------------------------------------------------------------------------------------ | --------------------------------------- |
| 2014年02月26日 | 真・女神転生IV オリジナル・サウンドトラック                                                | LNCM-1043                               |
| 2014年07月16日 | ペルソナQ シャドウ オブ ザ ラビリンス オリジナル・サウンドトラック                         | LNCM-1053                               |
| 2014年07月16日 | PERSORA -THE GOLDEN BEST-                                                                  | LNCM-1055                               |
| 2014年08月27日 | PERSONA MUSIC FES 2013 ～in 日本武道館                                                     | LNXM-1057 LNBM-1060 LNBM-1064 LNBM-1066 |
| 2014年12月17日 | ペルソナ4 ジ・アルティマックス ウルトラスープレックスホールド オリジナル・サウンドトラック | LNCM-1070                               |
| 2015年01月31日 | PERSONA MUSIC BOX 2014                                                                     | LNXM-1081 LNXM-1082                     |
| 2015年02月18日 | PERSORA -THE GOLDEN BEST 2-                                                                | LNCM-1085                               |
| 2015年07月22日 | デビルサバイバー2 ブレイクレコード オリジナル・サウンドトラック                            | LNCM-1099                               |
| 2015年07月29日 | 「ペルソナ4 ダンシング・オールナイト」 サウンドトラック                                    | LNCM-1108 LNCM-1111                     |
| 2015年08月26日 | PERSONA SUPER LIVE 2015 ～in 日本武道館 -NIGHT OF THE PHANTOM-                             | LNBM-1112 LNBM-1113 LNBM-1115           |
| 2015年09月30日 | PERSORA AWARDS                                                                             | LNBM-1101 LNBM-1102                     |
| 2015年12月30日 | PERSONA LIVEHOUSE TOUR 2015                                                                | LNXM-1129                               |
| 2016年02月24日 | 真・女神転生IV FINAL オリジナル・サウンドトラック                                          | LNCM-1133                               |
| 2016年03月02日 | ミワンダフル「MAKEUP KITCHEN」                                                             | LNBM-1132                               |
| 2016年04月06日 | ハッピージョージ『ボッチバラバラ編』                                                       | LNBM-1135                               |
| 2016年05月18日 | ハッピージョージ『ドローン大作戦編』                                                       | LNBM-1136                               |
| 2016年06月15日 | ハッピージョージ『未知との遭遇?編』                                                        | LNBM-1137                               |
| 2016年10月05日 | PERSORA -THE GOLDEN BEST 3-                                                                | LNCM-1166                               |
| 2016年11月02日 | PERSORA -THE GOLDEN BEST 4-                                                                | LNCM-1167                               |
| 2017年12月06日 | GAME SYMPHONY JAPAN 21st CONCERT ATLUS Special ～ペルソナ20周年記念～                      | LNXM-1219                               |
| 2018年03月14日 | テレビ朝日系 土曜ナイトドラマ 「オトナ高校」オリジナル・サウンドトラック                   | LNCM-1246                               |
| 2018年06月06日 | テレビ朝日系 金曜ナイトドラマ「重要参考人探偵」オリジナル・サウンドトラック                | LNCM-1248                               |
| 2018年08月29日 | PERSONA SUPER LIVE P-SOUND BOMB !!!! 2017～港の犯行を目撃せよ!～                           | LNZM-1224                               |
| 2018年08月29日 | PERSONA SUPER LIVE P-SOUND BOMB !!!! 2017～港の犯行を目撃せよ!～                           | LNXM-1220 LNCM-1222                     |
| 2018年10月31日 | PERSORA AWARDS 3 MEMENTO MORI☆MORI BOX                                                     | LNZM-1267                               |
| 2018年10月31日 | PERSORA -THE GOLDEN BEST 5-                                                                | LNCM-1270                               |
| 2018年12月19日 | ペルソナQ2 ニュー シネマ ラビリンス オリジナル・サウンドトラック                           | LNCM-1276                               |
| 2020年12月16日 | 真・女神転生III-NOCTURNE サウンドコレクション                                              | LNCM-1342                               |
| 2022年10月15日 | LAST CLOUDIA Original Soundtrack Vol.1                                                     | LNCM-1420                               |
| 2022年10月15日 | LAST CLOUDIA Original Soundtrack Vol.2                                                     | LNCM-1422                               |
| 2022年10月26日 | ソウルハッカーズ2 オリジナル・サウンドトラック                                             | LNCM-1417                               |
| 2023年9月27日  | 第4回かが屋単独ライブ「瀬戸内海のカロカロ貝屋」                                            | LNBM-1467                               |